# NGC 16
NGC 16 és una galàxia lenticular de la constel·lació del Pegàs, descoberta per William Herschel el 8 de setembre del 1784.